# Superconducting Super Collider

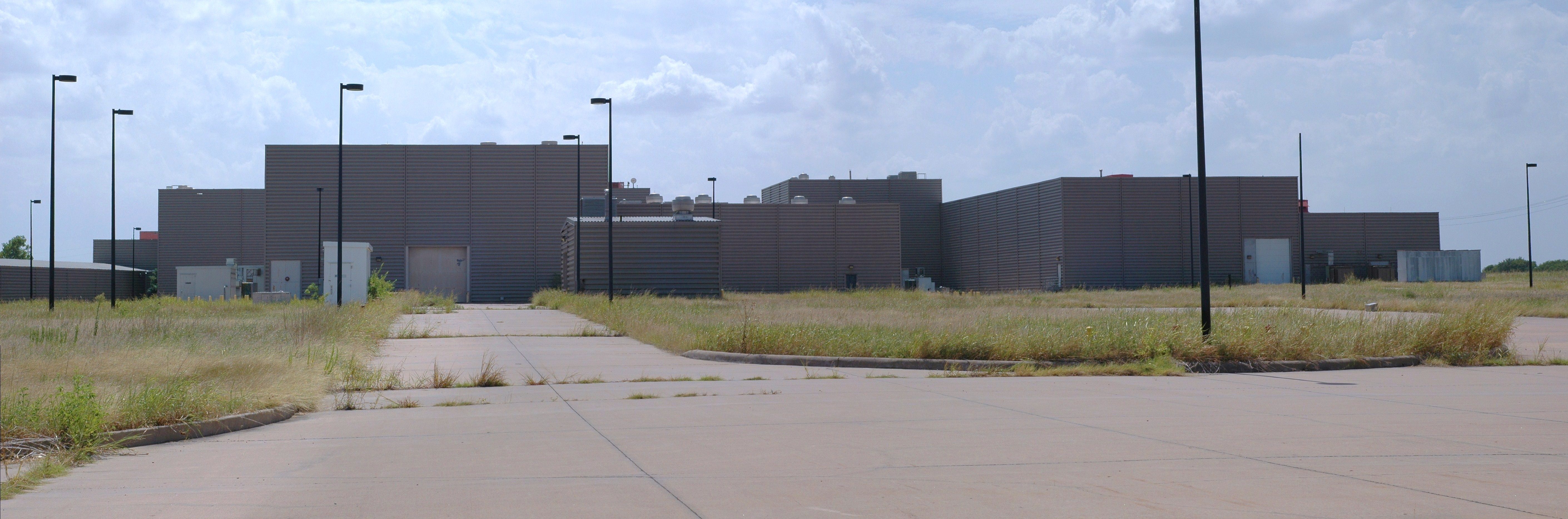
SSC Panorama, Waxahachie 2008

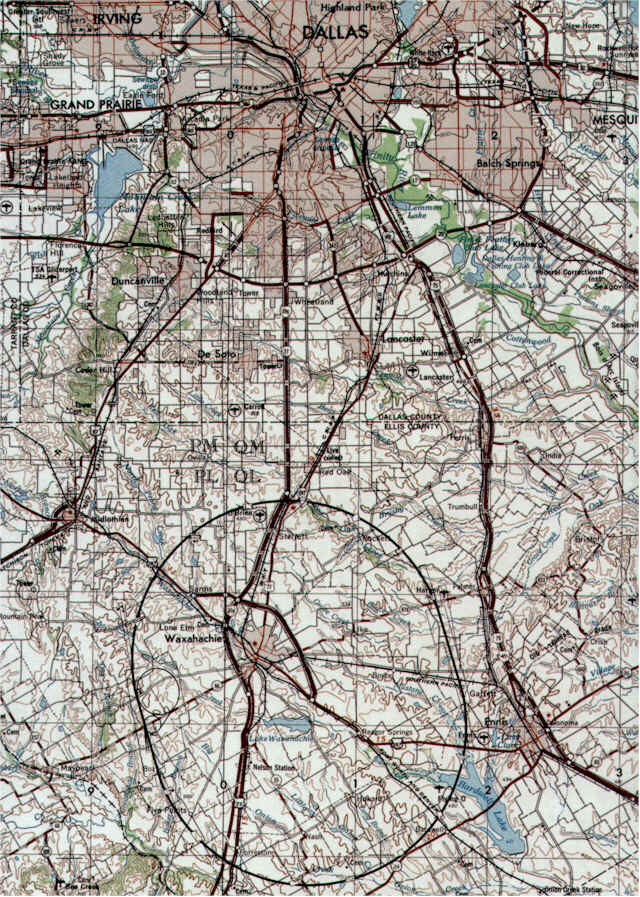
Karte mit Ringtunnel

Der Superconducting Super Collider (SSC) war ein geplanter Teilchenbeschleuniger, dessen Bau 1993 abgebrochen wurde. Sitz war Waxahachie in Texas südlich von Dallas, in dessen Umgebung ein unterirdischer Ringtunnel von 87 km Umfang entstehen sollte, in dem zum Beispiel Protonen auf bis zu 20 TeV beschleunigt werden sollten, was eine Kollisionsenergie (Schwerpunktsenergie) der Teilchenstrahlen in Collider-Experimenten von 40 TeV ergab. Leiter war Roy Schwitters.
Die erste Designstudie wurde 1983 fertiggestellt. 1988 wurde Texas als Standort festgelegt und 1991 mit dem Bau begonnen. Bis zur Einstellung des Projekts durch den US-Kongress 1993 wurden 22,5 km Tunnel fertiggestellt und 2 Milliarden Dollar investiert. Der Einstellung vorausgegangen war eine hitzige Debatte über die Explosion der Kosten, die 1993 von ursprünglich anvisierten 4,4 Milliarden Dollar (1987) auf über 12 Milliarden Dollar gestiegen waren. Gründe waren außerdem das Gefühl, dass solche prestigeträchtigen Projekte nach dem Ende des Kalten Krieges mit der Sowjetunion nicht mehr gebraucht würden, und eine halbherzige Unterstützung durch die neuen Regierenden in Texas und den USA (Bill Clinton). Da der Kostenrahmen sich dem der Internationalen Raumstation ISS näherte, wurde außerdem häufig argumentiert, das Land könne sich zwei solch teure Projekte nicht leisten und könne außerdem mit demselben Geld eine Vielzahl kleinerer Forschungsprojekte fördern.
Die Einstellung bedeutete einen schweren Schlag für die experimentelle Hochenergiephysik in den USA, und die Führungsrolle ging an das europäische CERN mit der Entwicklung des Large Hadron Collider, der allerdings mit maximal 14 TeV nicht an die Energie des SSC heranreicht.